# Варандейский сельсовет
Муниципальное образование «Варандейский сельсовет» — упразднённое муниципальное образование в Ненецком автономном округе. Существовало с 1978 по 2000 годы.
Административный центр — рабочий посёлок Варандей (закрыт в 2000 году). В состав муниципального образования входила также деревня Чёрная, переданная в Приморско-Куйский сельсовет, посёлок Шапкино (весной 1972 года посёлок был разрушен наводнением и более не восстанавливался).